# St. Cyrill bei Tils

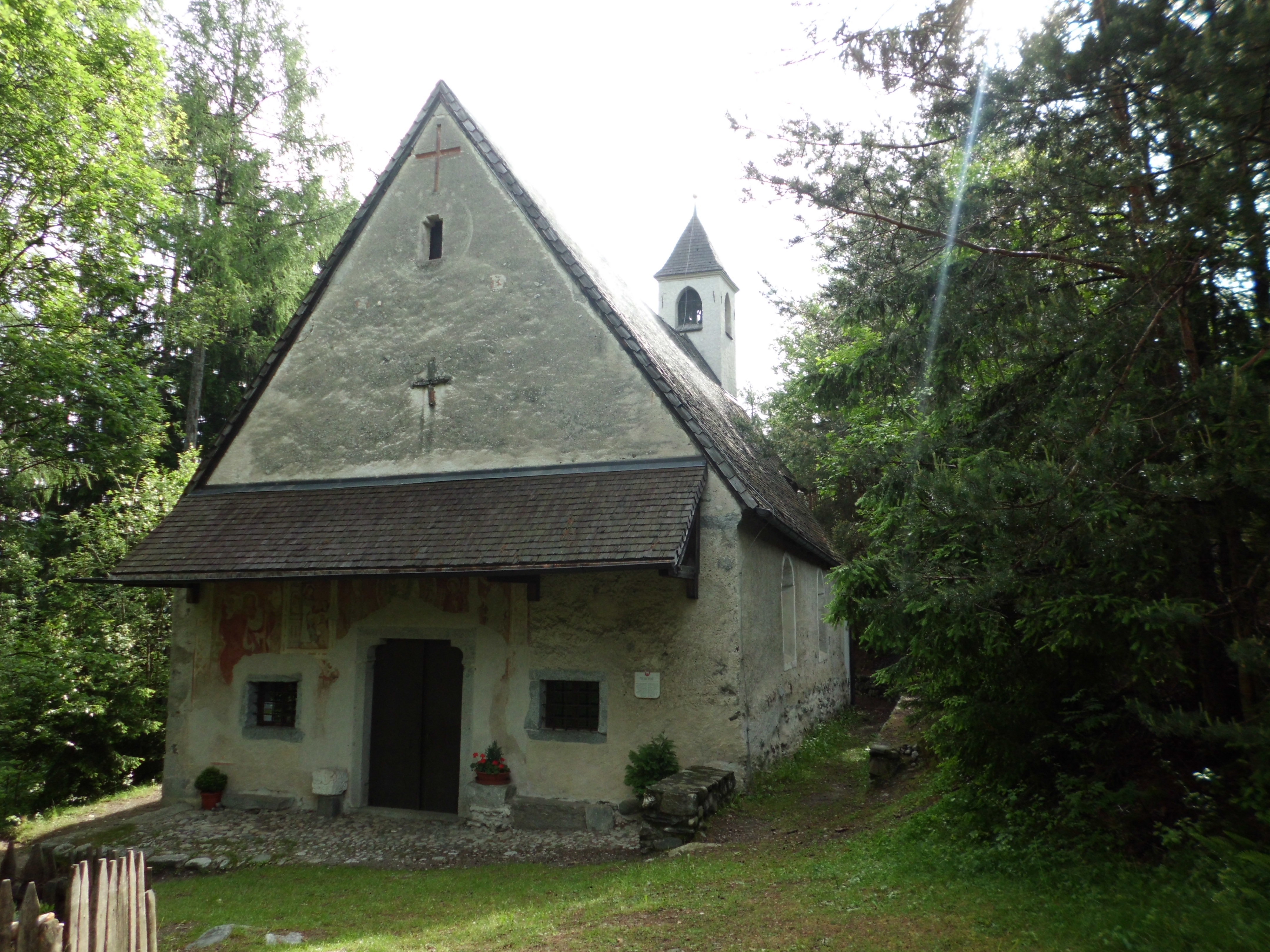
Die Kirche von St. Cyrill von Westen

St. Cyrill bei Tils ist eine dem hl. Kyrill von Saloniki geweihte römisch-katholische Kirche nahe dem Dorf Tils in der Gemeinde Brixen in Südtirol.

## Geschichte
Die Kirche liegt auf 827 m Höhe und wurde im Jahr 1287 erstmals urkundlich genannt, als ihr von Bischof Hartnid von Gurk am Konzil von Würzburg einer der zahlreichen bei dieser Gelegenheit ausgestellten Sammelablässe erteilt wurde. Es lässt sich allerdings nicht genau feststellen, wann die Kirche erbaut wurde. Im Jahr 1654 wurde die romanische Kirche mit einem Chorraum verlängert. Im 17. Jahrhundert wurde das Langhaus im barocken Stil umgebaut. Der Altar stammt aus dem Jahr 1677, was eine eingravierte Jahreszahl beweist. Im 17. Jahrhundert wurde die Decke der Kirche mit Fresken bemalt.

## Ausstattung

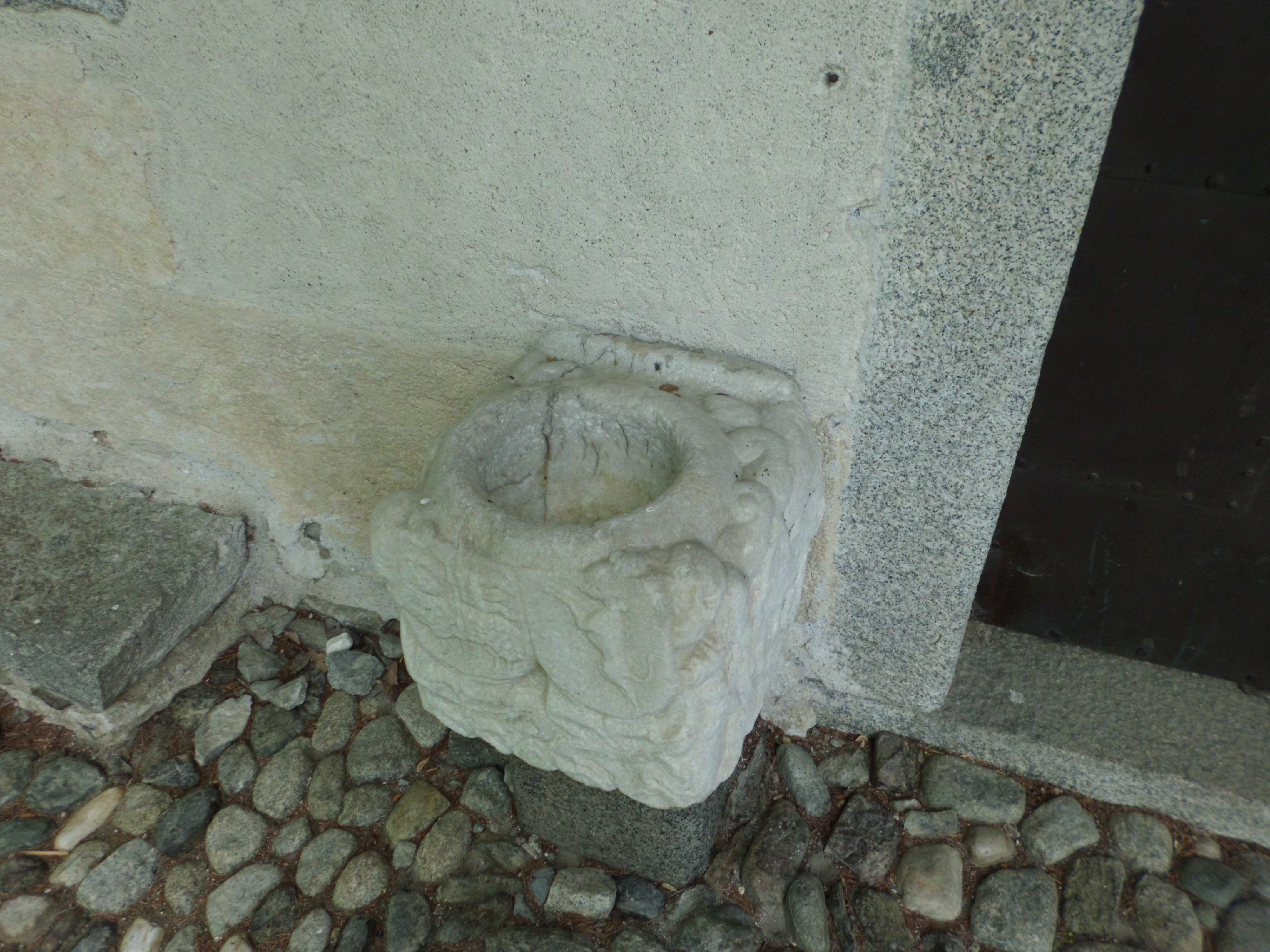
Das Taufbecken vom alten Friedhof

Die wertvollste Zierde der Kirche sind die Fresken, die über dem Westportal angebracht sind. Sie stellen den hl. Christophorus, den hl. Oswald, Maria Magdalena, die Gottesmutter mit dem Jesuskind auf dem Schoß, Laurentius und Cyrill von Saloniki dar. Am Eingang findet sich ein Taufbecken, das ursprünglich auf dem alten Friedhof von Brixen stand. Am westlichen Spitzgiebel sind zwei Kreuze in das Gestein eingelassen, von denen eines aus dem 12. Jahrhundert stammt.
Die Kirche besaß eine reiche Ausstattung, von der aber wenig erhalten blieb, da über die Jahre einiges gestohlen wurde. Ein noch verbliebenes Anzeichen dafür sind die Docken an den Kirchenbänken, die kunstvoll geschnitzte Löwen darstellen.
Im Norden der Kirche, rechts vom Hochaltar, findet sich ein Seitenaltar, der aus dem Diözesanmuseum Brixen hierher gebracht wurde. Anstelle des verschwundenen Altarbildes wurde eine Pietà aufgestellt. Links und rechts vom Altar finden sich Statuen der Kirchenväter Augustinus und Ambrosius.

## Der Hochaltar
Der Hochaltar stammt ursprünglich aus der Barockzeit, wurde aber fast zur Gänze ausgeraubt. Als einziges originales Stück wird die Statue der Maria Magdalena bezeichnet, die sich in der Predella findet. Da sie als erste Zeugin des Auferstandenen gilt, wurde über ihr eine Statue des auferstandenen Jesus Christus in einem Sternenkranz angebracht. Links und rechts finden sich Statuen der beiden Emmausjünger, die von der Pfarrei Tils zur Verfügung gestellt wurden. Darüber findet sich eine Statue Gottes, die vom Diözesanmuseum Brixen bereitgestellt wurde. Am oberen Ende des Hochaltars finden sich eine Statue des Erzengels Michael und zwei weiterer Engel. Im Jahr 1995 ließ das Südtiroler Landesdenkmalamt ihn restaurieren.

## Europa-Besinnungsweg

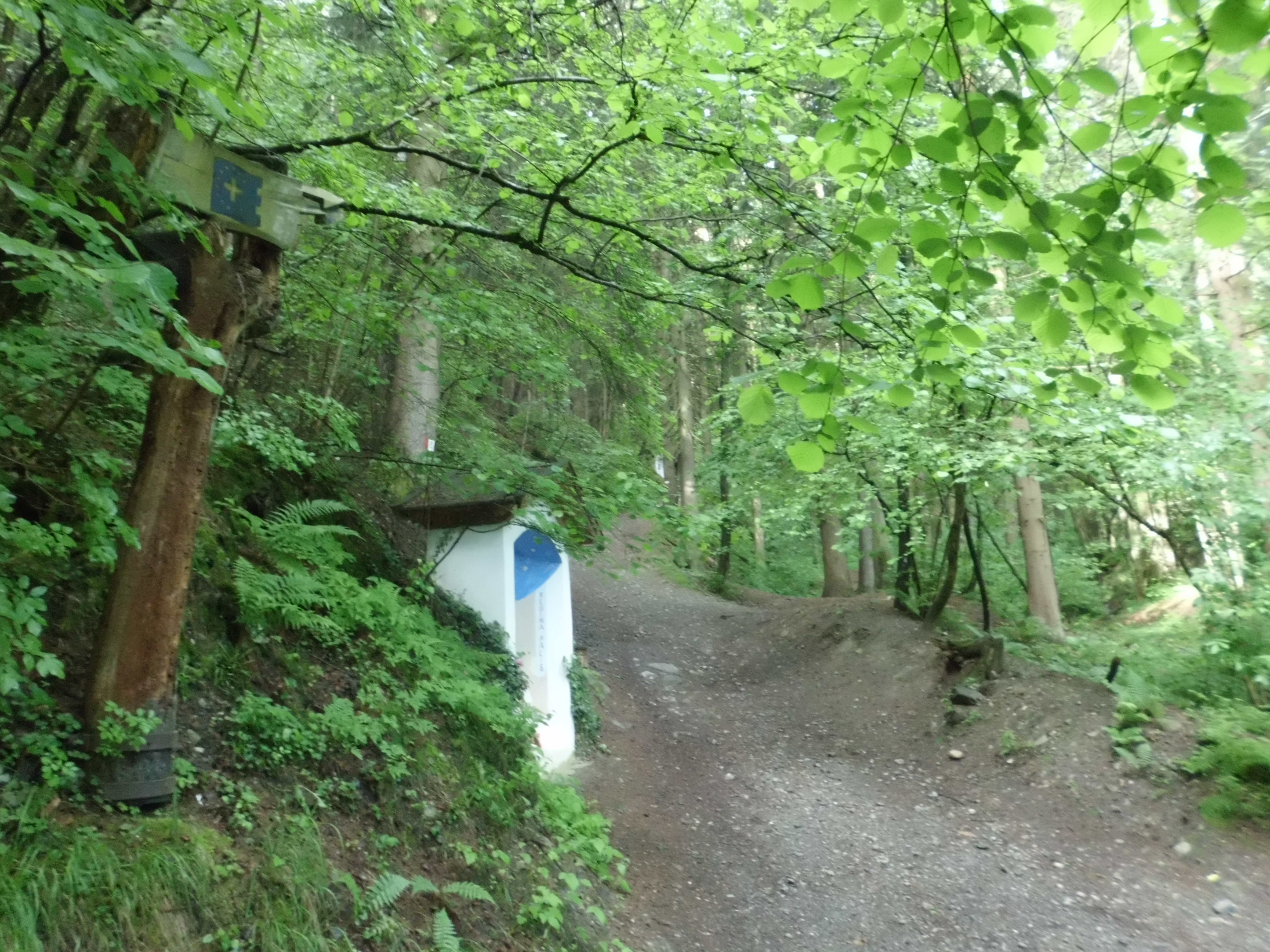
Der Beginn des Europa-Besinnungsweges mit einem der Wegweiser mit einer Version der Europa-Flagge sowie den ersten beiden Besinnungspunkten

Der Europa-Besinnungsweg ist ein Stationsweg, der zur Kirche führt. Die acht am Weg liegenden Besinnungspunkte weisen auf Heilige der römisch-katholischen Kirche hin, die sich für ein einheitliches und friedliches Europa einsetzten.

### Entstehung des Besinnungsweges
Im Jahr 1993 holte sich die Pfarrei St. Michael/Brixen bei den Besitzern des Waldstückes oberhalb von Brixen die Genehmigung zum Bau eines Stationsweges, der zur Kirche von St. Cyrill führen sollte. Nach dieser Erlaubnis und dem Überwinden der bürokratischen Hürden wurden die Standorte der Bildstöcke festgelegt, deren Bau anschließend aus Spenden der Bevölkerung gedeckt wurde. Mit dem Einsatz von 85 ehrenamtlichen Helfern wurde der Europa-Besinnungsweg in 1550 Arbeitsstunden von einem Trampelpfad zu einem Wanderweg umgebaut.
In der Schnitzschule im Ahrntal wurden Modelle der Heiligen gefertigt, die anschließend in Verona in Bronze gegossen wurden. Am 21. Oktober 1993 wurde der Pilgerweg von Wilhelm Egger, Bischof der Diözese Bozen-Brixen eingeweiht. Zu diesem Festakt wurden mehrere katholische europäische Bischöfe, die zu diesem Zeitpunkt an einer Tagung in Brixen weilten, eingeladen.

### Die Bildstöcke
Auf dem Weg nach St. Cyrill finden sich acht Besinnungspunkte, die durch drei Merkmale gekennzeichnet sind. Jeder der Bildstöcke besitzt einen Leitgedanken, der in der lateinischen Sprache geschrieben steht und ist drei Heiligen (mit Ausnahme der ersten beiden Besinnungspunkte) geweiht, die zu einem vereinten Europa beitrugen. Zusätzlich findet man bei jedem Heiligen ein Bronzerelief desjenigen, sowie eine Flagge des Landes, in dem der jeweilige Heilige wirkte und einen Bibelvers in der Landessprache.
Verteilt auf diese Bildstöcke findet man 24 Heilige aus 18 verschiedenen Ländern.

#### I. Besinnungspunkt: Maria
Der erste Besinnungspunkt ist der jüngste auf dem Weg. Er wurde erst auf Nachfrage der Bevölkerung gebaut, obwohl sie keine europäische Heilige ist. Schließlich wurde er doch errichtet, da man in ganz Europa bedeutende Marienwallfahrtsorte (Loreto, Lourdes etc.) findet.

#### II. Die sechs Europapatrone
Dieser zweite Besinnungspunkt unterscheidet sich von den anderen, da er aus den Bronzereliefs des hl. Benedikt, der hll. Cyrill und Methodius und den Bildern der hl. Birgitta, der hl. Edith Stein und der hl. Katharina besteht. Die drei Frauen wurden erst nach dem Bau des Weges zu Europapatroninnen ernannt und daher auch erst später hinzugefügt.
Diese sechs Heiligen sind schwer einzelnen Nationen zuzuordnen, so steht Birgitta für den skandinavischen und die Brüder Cyrill und Methodius für den slawischen Raum. Aus diesem Grund finden sich hier auch keine Flaggen. Der Bibelvers (in diesem Fall Ps 127, 1) steht in den drei verschiedenen Schriften Europas (griechisch, lateinisch, kyrillisch) in der jeweils dazugehörigen Sprache.

#### III. Evangelisierung
Auf diesem Bildstock mit dem lateinischen Titel „Evangelisatio“ sind die hll. Teresa von Ávila für Spanien, Kolumban für Irland und Petrus Canisius abgebildet.
Letzterer kann schwerlich einer Nation zugeordnet werden, da er im gesamten Römischen Reich Deutscher Nation wirkte. Schlussendlich teilte man ihm die Flagge seines Geburtslandes Niederlande zu. Auf seinen Reisen durch Deutschland, Österreich, Tschechien, Italien und die Schweiz gründete er neue Jesuitenkollegien.
Teresa von Ávila bemühte sich die europäischen Karmeliterklöster zu erneuern und wurde dadurch sowie durch ihre Schriften bekannt.
Der Heilige Kolumban zog von Irland über Südtirol nach Italien, wo er in der Po-Ebene starb. In einem Brief an den Papst verwendet er erstmals den Ausdruck „totius Europae“, was auf ein Europa als kulturelle Einheit hinweist.

#### IV. Gerechtigkeit und Frieden
Gerechtigkeit und Frieden (lat. Iustitia et Pax) ist eine Grundlage des vereinten Europas. Für die Schweiz steht hier Klaus von Flüe, für Russland Sergius und für Italien findet sich ein Relief für die Europaheilige Katharina. In Deutsch, Italienisch und Russisch wurde der Vers 17, Kapitel 52 aus dem Buch des Jesaja (Gerechtigkeit bewirkt Frieden) niedergeschrieben.
Katharina von Siena bemühte sich um den Frieden in der Kirche und in Italien, was ihr den Platz zwischen den beiden „Waldmenschen“ Sergius und Klaus einbrachte.

#### V. Bewahrung der Schöpfung

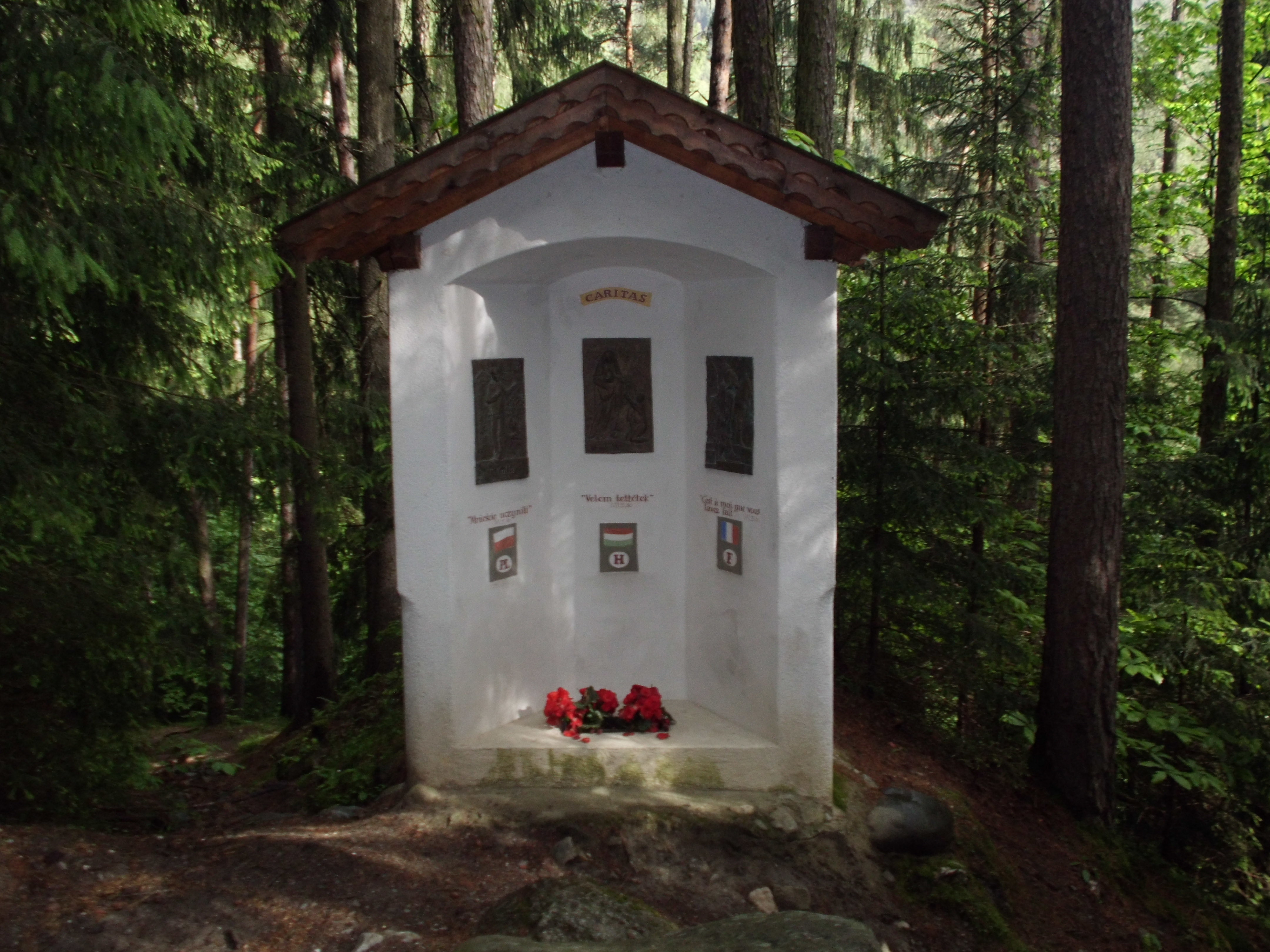
Besinnungspunkt: Bewahrung der Schöpfung

Beim Besinnungspunkt „Creatio“ findet man Franz von Assisi, Johannes Nepomuk und den hl. Florian. Auf Tschechisch, Italienisch und Deutsch findet man einen Ausschnitt aus dem Schöpfungsbericht: Gott sah alles an, was er gemacht hatte: Es war sehr gut (Gen 1,31).
Johannes Nepomuk wird mit dem Element Wasser in Verbindung gebracht, was im Fall dieses Besinnungspunktes darauf hinweisen soll, dass das Wasser zum Leben gehört und daher bewahrt werden solle.
Franz von Assisi ist der Patron des Naturschutzes, der Sozialarbeit und der Tierschutzvereine. Zusammen mit ihm sieht man Klara von Assisi, die genauso wie er sehr naturverbunden war.

#### VI. Nächstenliebe
Unter dem Leitspruch „Caritas“ findet man den hl. Maximilian Kolbe für Polen, Elisabeth von Thüringen für Ungarn und Martin von Tours für Frankreich. In polnischer, ungarischer und französischer Sprache steht der Bibelvers Das habt ihr mir getan (Mt 25,40) geschrieben.
Maximilian Kolbe war ein polnischer Franziskaner, der im KZ Auschwitz umgebracht wurde. Seine Nächstenliebe brachte ihm den Tod, da er anstelle eines Familienvaters freiwillig den Todesbunker betrat und am Ende durch eine Phenolspritze starb.
Elisabeth von Thüringen war die Gattin von Hermann I. und so Landesfürstin von Thüringen. Trotz ihres hohen gesellschaftlichen Standes verteilte sie Lebensmittel an die arme Bevölkerungsschicht und wird so als Patronin der Nächstenliebe verehrt.
Zu den berühmtesten Heiligen der katholischen Kirche zählt Martin von Tours, der als Kavallerist des römischen Heeres seinen Umhang mit einem Bettler teilte. Später konvertierte er zum Christentum und wurde Bischof von Tours.

#### VII. Familie
Am Besinnungspunkt „Familia“ stehen als Vertreter die hl. Birgitta für Schweden, Adolph Kolping für Deutschland und Thomas Morus für England. In den jeweiligen Landessprachen steht der Psalm 48, Vers 4 Gott ist in ihren Häusern bekannt als sicherer Schutz.
Birgitta war eine Mystikerin und Familienmutter aus Schweden. Bekannt wurde die Heilige, die in ihrem Leben zahlreiche Pilgerfahrten unternahm und sich für die Rückkehr des Papstes nach Rom einsetzte, durch die Gründung des Ordens der Brigittenschwestern. Adolf Kolping war ein deutscher Priester, für den die Familie das wertvollste Gut der Menschen war (Die Rettung des Menschengeschlechtes fängt bei der Familie an). Er selbst trennte sich von seiner Freundin, um Priester zu werden, konnte aber so Vater von vielen seiner Gesellen werden und sich für die Kolpingsfamilien einsetzen. Der letzte Heilige dieses Besinnungspunktes ist eher als Politiker (englischer Lordkanzler) und Schriftsteller bekannt. Thomas Morus war aber auch Vater von fünf Kindern. Er wurde 1535 geköpft, da er dem englischen König Widerstand leistete (Ich bin des Königs Diener, aber Gottes zuerst.).

#### VIII. Diözese Bozen-Brixen

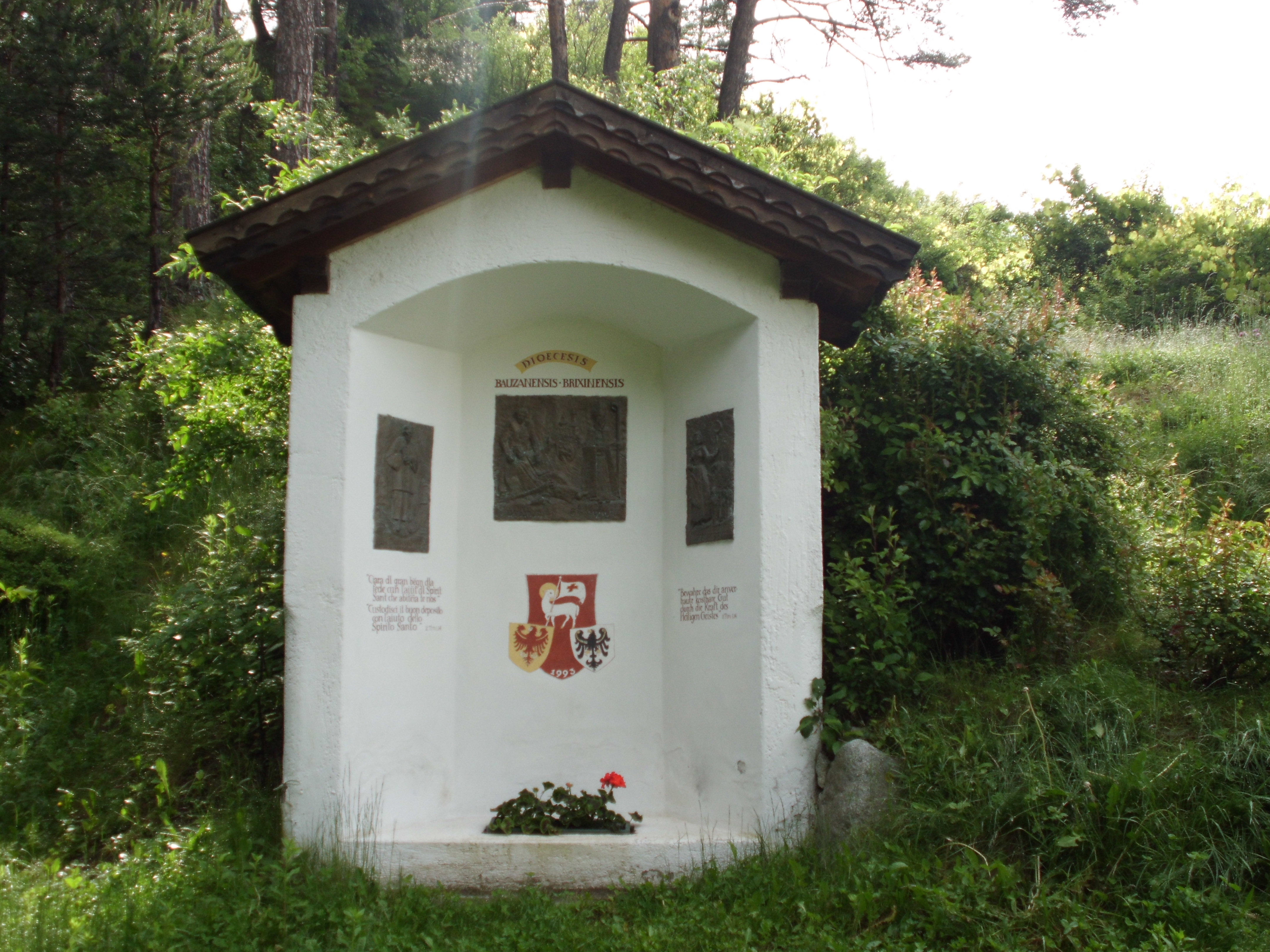
Besinnungspunkt: Diözese Bozen-Brixen

Dieser letzte Besinnungspunkt „Diocesis Bauzanensis-Brixenensis“ ist zwei Tiroler Heiligen, nämlich Notburga von Eben und Josef Freinademetz, sowie den Schutzpatronen der Diözese Kassian und Vigilius geweiht. In den drei Landessprachen Südtirols (Deutsch, Italienisch und Ladinisch) steht Bewahre das dir anvertraute kostbare Gut durch die Kraft des Heiligen Geistes (2 Tim 1,14) geschrieben.
Notburga von Eben ist im Gegensatz zu den anderen Heiligen des Besinnungsweges eine Frau, von der kleine und unauffällige Taten berichtet sind. Josef Freinademetz stammte aus Abtei im Gadertal, zog aber als Missionar nach China, wo er 1908 starb. Der hl. Kassian war ein Lehrer der Stenografie, der bei einer Christenverfolgung von seinen Schülern getötet wurde. Er war Patron der Kirche von Säben und wurde 1964 zusammen mit dem hl. Vigilius zum Patron der gesamten Diözese ernannt. Der hl. Vigilius von Trient war Bischof dieser Diözese und starb bei einer Reise zur Verbreitung des Glaubens im Rendenatal als Märtyrer.

## Denkmal für Knecht Thomas

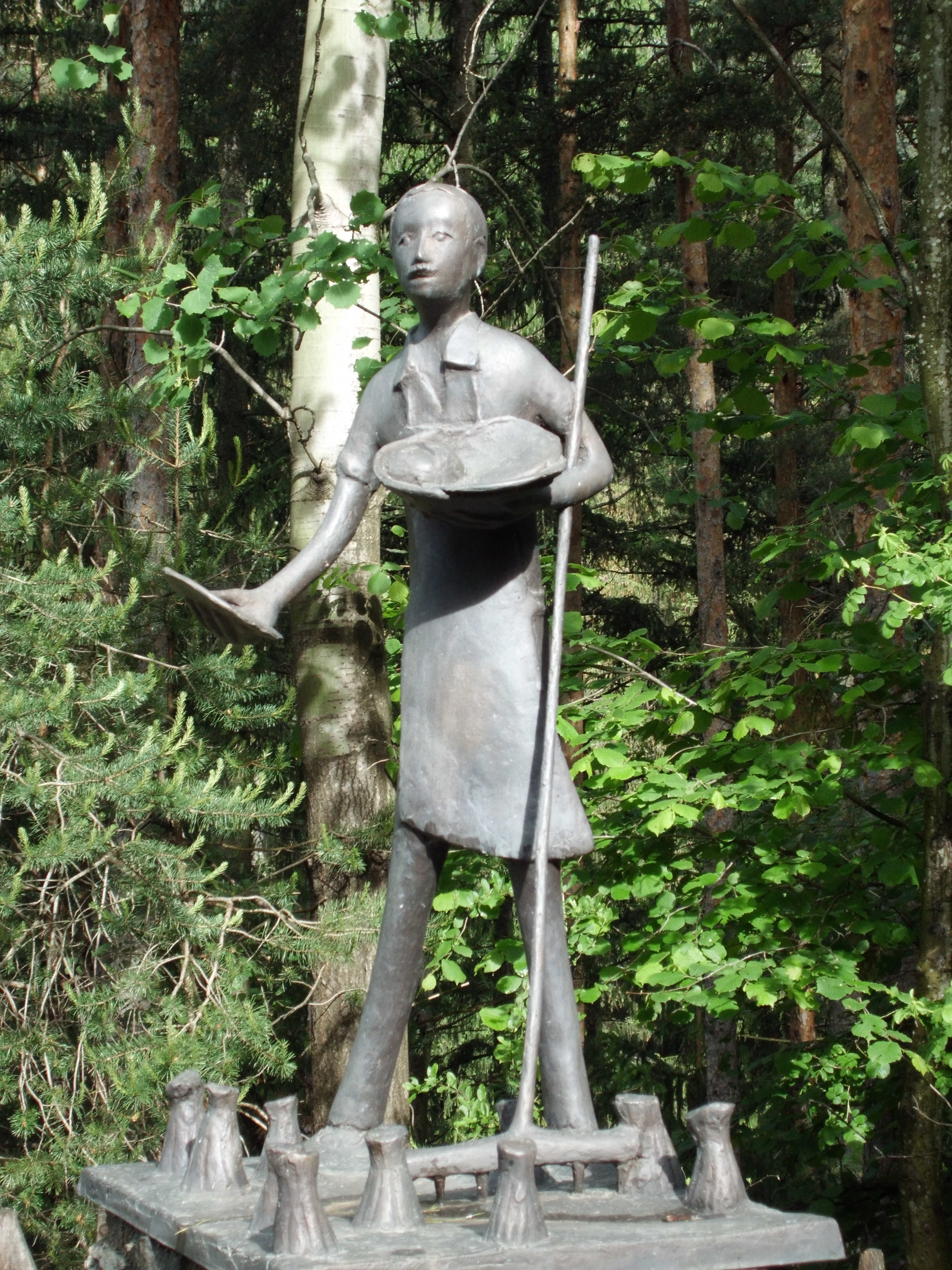
Das Denkmal für Knecht Thomas

Gemäß einer Urkunde aus dem 14. Jahrhundert stiftete ein gewisser Thomas, Knecht zu Brichsen ein Almosen von Brot und Käse, welches jährlich bei der Cyrilluskirche zu verteilen war. 2001 wurde ein Denkmal für diesen Knecht errichtet, und jährlich am Ostermontag wird unter den Emmauspilgern, die auf St. Cyrill die Messe feiern, Brot und Käse verteilt.